# 100 (nombre)
Cet article concerne le nombre 100. Pour l'année, voir 100. Pour les significations de Cent, voir Cent.
Le nombre 100 (cent) est l'entier naturel qui suit 99 et qui précède 101.
Une quantité d'environ 100 éléments est appelé une centaine. En numération romaine, il est représenté par la lettre « C » en majuscule.

## En mathématiques
Le nombre 100 est :
- Le carré de 10 : 102 = 100.

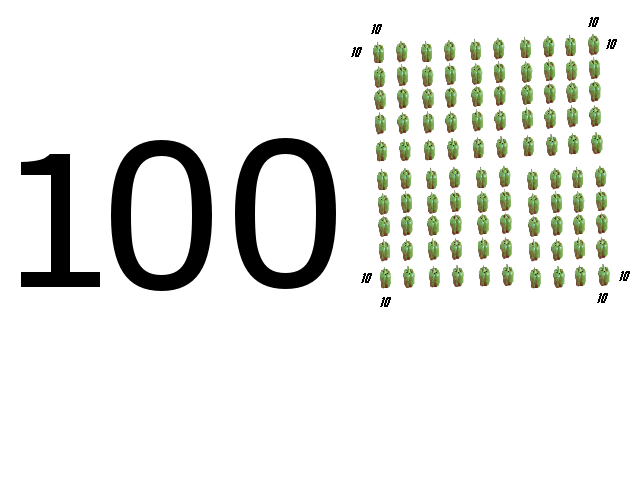
Le carré de 10 : 10 = 100.

- Un nombre composé trois fois brésilien car 100 = 5519 = 4424 = 2249.
- La somme des neuf premiers nombres premiers : 2 + 3 + 5 + 7 + 11 + 13 + 17 + 19 + 23 = 100.
- La somme des cubes des quatre premiers entiers naturels : 1³ + 2³ + 3³ + 4³ = 100.
- Un nombre 18-gonal ou octakaidecagonal.
- Un nombre harshad : il est divisible par la somme de ses chiffres : 1 + 0 + 0 = 1.
- Un nombre noncototient : il ne peut pas être exprimé comme la différence entre un entier positif et le nombre d'entiers premiers avec lui qui lui sont inférieurs.
- Divisible par le nombre de nombres premiers qui lui sont inférieurs (25).
- À la base des pourcentages.

## Dans d'autres domaines
- Le préfixe du Système international pour 102 est hecto (h), et pour son inverse centi (c).
- L'âge atteint par un centenaire.
- Le numéro atomique du fermium, un actinide.
- le numéro de la sourate Al-Adiyat dans le Coran.
- La température du point d'ébullition de l'eau sous une pression d'une atmosphère dans l'échelle Celsius.
- Le numéro de la galaxie spirale M100 dans le catalogue de Messier.
- Le nombre d'années dans un siècle.
- Le nombre de sous-unités dans lesquelles la plupart des monnaies du monde sont divisées.
- Le numéro du colorant alimentaire naturel « E100 » (jaune) appelé curcumine.
- Le numéro d'appel d'urgence (qui permet d'appeler les services de secours) en Belgique.
- La guerre dite de « Cent ans ».
- Les « Cent-Jours », durée approximative du retour de Napoléon après son exil sur l'île d'Elbe.
- Le Viaduc des Cent-Arches en Gironde.
- Ligne 100 .
- (513) Centesima, astéroïde.

## Grammaire
Comme le nombre « vingt », « cent » prend la marque du pluriel quand il est multiplié par un nombre, sans être suivi d'un autre nombre.
Exemples :
- 300€ = trois cents euros.
- 420€ = quatre cent vingt euros.